# TBN 차차차 (제주)
김형찬, 임은혜의 TBN 차차차는 TBN 제주교통방송(제주시, 광해악 FM 105.5MHz, 서귀포 FM 105.9MHz)에서 평일 낮 12시 10분부터 1시 53분까지 방송되는 제주 지역의 라디오 음악 프로그램이다.

## 일일코너
- 시엣따이 촌엣따이 : 어리숙한 촌엣따이 달봉이와 깍쟁이 시엣따이 아라의 시사풍자 상황극
- 제주어 나들이 : 제주어 보전 프로젝트! 꽁트를 통한 1일 1제주어 배우기
- 청취자 문자 참여 코너
- 월 : 넌센스 퀴즈 (머리를 조금 써야하는 넌센스퀴즈)
- 화 : 무슨 소리일까요 Season2 (스튜디오에서 내는 실제 소리를 듣고 맞추는 소리퀴즈)
- 수 : AI 퀴즈 (차차차의 새로운 아이콘! TBN 탁분녀가 내는 상식퀴즈)
- 목 : 나눔장터 차차차 (오늘 차차차에서 내놓은 중고물품 무료로 받아가실 분 문자주세요~)
- 금 : 거기 어디? (제주의 관광 명소를 맞추는 명소 퀴즈)

## 요일코너
- (월) 이거, 아님 저거? : 50대50의 팽팽한 대립이 예상되는 두 가지 선택지 중 하나를 고른다면? 결정요정 신승은리포터의 깨알 정보와 청취자의 다양한 사연을 들어보는 시간 (신승은 리포터)
- (화) 차차차 수학능력시험 : 매주 화요일에 열리는 차차차 수학능력시험! 오늘의 장학생은 누구? (청취자 2명 전화연결 대결, 1교시-언어영역 / 2교시-듣기평가 / 3교시-상식영역)
- (수) 추억은 라디오를 타고 : 추억의 드라마와 애니메이션을 재구성해 그 대 그 시절을 회상하는 시간 (방송인 김준규 출연)
- (목) 띠링띠링 전화데이트 : 트롯트, 7080가수들의 신곡과 근황에 대해 알아보는 시간 (매주 다른 가수 전화연결)
- (목) 나눔장터 차차차 : 차차차에서 내놓은 중고물품! 받아가실 분은 누구? 전화연결과 함께 신청곡도 들어보는 시간
- (금) 숨은 노래 찾기 : 어반NJ가 들려주는 두 개의 라이브 곡 속 숨겨진 단어는 무엇? 청취자에게는 푸짐한 선물이! (가수 정성우, 니니 출연, 트롯트와 7080 Live)